# Tin Machine (musikalbum)
Tin Machine är ett musikalbum av gruppen Tin Machine som spelades in i Mountain Studios, Schweiz och släpptes 22 maj 1989. CD-utgåvan innehåller även låtarna Run och Sacrifice yourself.

## Låtlista
Låtar där inget annat anges är skrivna av David Bowie.
1. "Heaven's in Here" - 6.01
2. "Tin Machine" (David Bowie, Hunt Sales, Tony Sales, Reeves Gabrels) - 3.34
3. "Prisoner of Love" (David Bowie, Hunt Sales, Tony Sales, Reeves Gabrels) - 4.50
4. "Crack City" - 4.36
5. "I Can't Read" (David Bowie, Reeves Gabrels) - 4.54
6. "Under the God" - 4.06
7. "Amazing" (David Bowie, Reeves Gabrels) - 3.06
8. "Working Class Hero" (John Lennon) - 4.38
9. "Bus Stop" (David Bowie, Reeves Gabrels) - 1.41
10. "Pretty Thing" - 4.39
11. "Video Crime" (David Bowie, Hunt Sales, Tony Sales) - 3.52
12. "Baby Can Dance" - 4.57

## Producerades av
- Tin Machine
- Tim Palmer

## Singlar som släpptes i samband med detta album
- Prisoner of love (vinyl, picture disc, maxi singel, CD)
- Tin Machine (vinyl, picture disc, maxi singel, CD)
- Under the God (vinyl, maxisingel, CD)

## Medverkande
- David Bowie - Gitarr, sång
- Reeves Gabrels - Gitarr
- Hunt Sales - Trummor
- Tony Sales - Bas, sång
- Kevin Armstrong - Gitarr, hammondorgel